# Confort thermique adaptatif
Le confort adaptatif est un modèle de confort thermique. Il vise à proposer un contrôle moins strict des températures au sein d'un bâtiment, incitant l'utilisateur à participer de manière active à son confort. Ce contrôle réduit trouve son utilité par l'absence de climatisation centralisée, qui régule avec précision la température des bâtiments équipés.

## Approche
L'approche adaptative a été conçue pour guider la construction
de bâtiments sans climatisation centralisée. Elle s'appuie sur
l’approche classique, analytique, qui vise à déterminer les différents
critères physiques et physiologiques, et non psychologiques, du confort thermique, ainsi qu'à proposer des modèles.
Ce modèle est basé sur un ensemble d'études qui montre que l'Homme peut
s'adapter à l'environnement grâce à ses actions. Une de ces études, effectuée par de Dear et de Brager , a révélé
que les occupants des bâtiments sans climatisation centralisée sont
plus tolérants aux variations de températures, voire préfèrent des gammes de températures plus
larges que les occupants des bâtiments avec climatisation
centralisée. Ces gammes de températures sont corrélées positivement à la
température extérieure : lorsque la température extérieure augmente, la température intérieure augmente également et inversement en cas de baisse. Ces variations mettent à profit des ajustements comportementaux et physiologiques, typiques des processus
adaptatifs humains.
Le modèle de confort adaptatif propose donc de fournir une température
corrélée positivement à la température moyenne extérieure. Ce modèle se pose en alternative au modèle thermique statique, qui propose de fournir toute l'année une température constante définie par divers critères tels que la température et l'humidité de l'air, ou le niveau d'isolation thermique moyen des vêtements des utilisateurs. Le modèle classique est couramment appliqué dans l'architecture moderne et se caractérise par la présence d'une climatisation centralisée.
Les expériences utilisant l'approche adaptative utilisent des
investigations menées dans des bâtiments en situation réelle. La méthodologie consiste à assembler une large base de données sur les
conditions thermiques imposées sur différents types de bâtiments
, dans différentes régions aux climats bien définis. Les
habitants indiquent leurs sensations thermiques sur une échelle à 7 points, de très froid(-3) à neutre(0), jusque très chaud(+3) . Les échelles sont classées en fonction des conditions (température, humidité et vitesse d’air en sont une partie) relevées dans l’environnement au moment de la passation.
L'ensemble des échelles classées est ensuite analysé afin de déterminer l'influence des conditions sur le confort thermique. Il est alors possible de recréer ces conditions dans des bâtiments similaires pour obtenir un niveau de confort satisfaisant .
L'étude de de Dear et de Brager a été utilisée pour l'élaboration du standard américain
ASHRAE 55-2004.
L'ASHRAE-55 2010 Standard a introduit la température extérieure
moyenne en vigueur comme variable d'entrée pour le modèle
adaptatif .
La température moyenne extérieure est une moyenne calculée à
partir d'un nombre consécutif de jours (entre 7 et 30) avant le jour cible. On peut également utiliser comme mesure une moyenne calculée à
partir d'un nombre de jours supérieur à 7, où l'on applique un
poids décroissant avec l'éloignement du jour cible.
ASHRAE-2010 indique certaines conditions nécessaires pour
l'utilisation du modèle adaptatif : 
- Aucun système de refroidissement mécanique pour la pièce,
- Les occupants doivent pratiquer des activités sédentaires et se situer entre 1 et 1,3 met de taux métabolique. 1 met correspond à l'émission moyenne d'énergie pour une personne assise au repos[4].
- Une température moyenne entre 10 °C (50 °F) et 33,5 °C (92,3 °F)[4].

Le graphique ci-dessous fait référence au standard ASHRAE-55 2010 et décrit des zones de 80 % et 90 % de satisfaction entre la température extérieure moyenne et
intérieure.
Il a été constaté que dans les bâtiments sans climatisation, la température extérieure influe deux fois plus que prévu les réponses obtenues lors de l'étude.

## Standards
Il existe plusieurs standards pour le confort thermique adaptatif, dérivés du standard ASHRAE 55. 

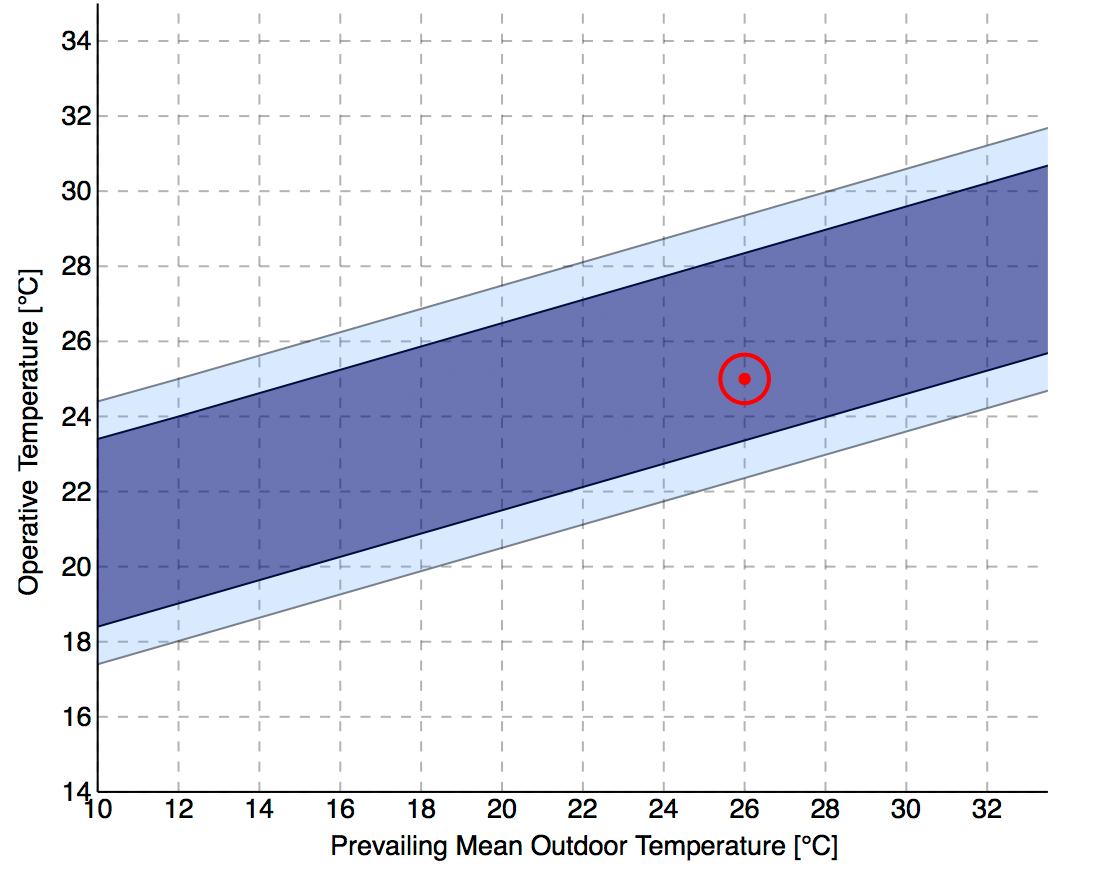
Graphe adaptatif selon l'ASHRAE Standard 55-2010

### ASHRAE 55
ASHRAE 55-2004 fut le premier standard à proposer le modèle adaptatif. Il est basé sur le modèle de Gagge.
Il est possible de le manipuler via un outil libre d'accès : outil interactif ASHRAE 55
Ce standard peut aussi se représenter sous la forme de droites affines:
{\displaystyle T_{conf}=A*T_{ext}+B}
{\displaystyle T_{conf}} correspond à la température recherchée.
{\displaystyle T_{ext}} correspond à la température extérieure.
{\displaystyle T_{A}*T_{ext}+B} correspond à l'équation affine du modèle, où {\displaystyle A} et {\displaystyle B} sont les coefficients de l'équation.
Dans le cas D'ASHRAE 55, il existe plus d'une proposition pour les différents coefficients:
- l'interprétation de Brager et de Dear : {\displaystyle T_{conf}=0,31T_{ext}+17,8}[8]
- l'interprétation de Nicol et Humphrey : {\displaystyle T_{conf}=0,534T_{ext}+11,9}[9]

### ISO 7730
L'ISO (Organisation internationale de normalisation ) 7730:2005
présente des méthodes permettant la prévision de la sensation thermique générale et 
du degré de confort thermique des individus questionnés, afin de modérer des 
environnements thermiques habitables. Il est basé sur le modèle de Fanger ,.
La détermination analytique et l'interprétation des critères de confort 
thermique s'appuie sur le calcul du PMV (le vote moyen prévisible), du 
PPD (le pourcentage prévisible d'insatisfaits), et sur le degré de confort 
thermique local. Son but et de déterminer les conditions thermiques considérées comme acceptables pour l'utilisateur du bâtiment.

### EN 15251
EN15251-2007
spécifie les paramètres environnementaux pour la conception et 
l'évaluation de la performance énergétique des bâtiments portant sur la 
qualité de l'air
(intérieur), l'environnement thermique tel que l'isolation ou l'exposition naturelle du logement, l'éclairage et l'acoustique. Ce 
standard accepte la présence d'une climatisation centralisée si elle 
n'est pas active.

## Constat
Bien que l’approche analytique statique assure le confort thermique dans les bâtiments, son application a un coût énergétique non négligeable. En effet, des méthodes statiques telles que le PMV, se sont généralisées au XXe siècle dans les bâtiments pour garantir le confort, au détriment de la consommation énergétique. Si la construction de bâtiments de basse consommation est une avancée vers la conservation d'énergie, le modèle statique induit une dépense énergétique qui va à l'encontre des exigences du développement durable.
Des études ont d'ailleurs montré que les attentes thermiques de l'Homme sont amenées à évoluer et sont influencées en partie par la température extérieure et par les anciennes températures relevées dans l'endroit analysé. De plus, la température neutre sur l’échelle D'ASHRAE, recherchée par l'application de l'approche statique, n'est pas gage de satisfaction.

## Processus d'adaptation
Les processus d'adaptation représentent les différents moyens pour l'Homme de changer sa température corporelle, ou sa perception de la température, en réaction à l'environnement. Ces adaptations permettent à l'Homme homéotherme de contrôler son bilan énergétique. Le corps réagit de lui-même via des adaptations physiologiques et, lorsqu'elles sont insuffisantes, l'Homme peut agir consciemment pour équilibrer ses échanges d’énergie avec l'environnement. L'adaptation psychologique est issue des processus cognitifs de l'Homme, et modifie uniquement la perception de l’environnement.

### Comportementaux
Les processus d'adaptation thermique comportementaux comprennent l'ensemble des actions conscientes visant à modifier la sensation de confort thermique. 
Par exemple, ouvrir la fenêtre, enlever un vêtement ou boire une boisson chaude ou alcoolisée sont des adaptations comportementales car elles sont volontaires.

### Physiologiques
Les processus d'adaptation thermique physiologiques comportent quant à eux l'ensemble des processus corporels composant la thermorégulation, comme la sudation ou la vasoconstriction.
La consommation de boisson alcoolisée est aussi une adaptation physiologique, car le corps humain ne peut absorber l’éthanol contenu dans la boisson. L'organisme évacue alors la molécule grâce à la vasodilatation qui provoque une grande perte de chaleur par la peau, d'où son apparence rougeâtre.

### Psychologiques
L'adaptation psychologique peut modifier la perception des autres types de processus d'adaptation, voire fausser le rapport entre la réaction physiologique et la perception de la réaction.
Par exemple, boire une boisson alcoolisée pour se réchauffer est une adaptation psychologique car le consommateur pense qu'il se réchauffe alors qu'il chauffe son environnement direct, au prix d'une baisse de sa température corporelle, ce qui risque d’entraîner une hypothermie en cas d'isolation thermique insuffisante pour retenir la grande énergie thermique dégagée.
Dans le cadre du modèle adaptatif, c'est une des explications aux différences entre les observations de terrain et les prédictions (PMV) du modèle statique dans les bâtiments sans climatisation.

## Limitations des modèles adaptatifs

### Discussion autour du modèle
Si les différents standards de modèles adaptatifs sont issus à l'origine d'ASHRAE, le standard ISO remet en question le modèle puisqu'il propose des versions revisitées des formules ou des critères d’applicabilité du modèle en avançant de meilleurs résultats.

### Cohabitation d'individus typiques et atypiques
Si les études menées autour du confort thermique adaptatif abordent parfois la cohabitation entre différents individus, elles ne font pas interagir des individus typiques avec des individus atypiques. Certaines études se concentrent sur le cas particulier du patient d’hôpital, plus ou moins typique , ou sur le personnel soignant .
Ces études montrent que les patients d’hôpitaux peuvent avoir des attentes différentes en matière de température,.
La mise en œuvre du modèle de confort adaptatif dans un hôpital, dans une optique d'amélioration de la qualité des soins, demande une adaptation du modèle et des efforts de cohabitation entre les individus typiques et atypiques. Cette cohabitation n'est pas discutée dans les études, alors même que la recherche sur la cohabitation du personnel dans une salle d’opération n'est que peu avancée.

### Situation de handicap
Les individus en situation de handicap moteur peuvent être privés de la capacité à participer activement à la gestion de leur confort thermique. Par exemple, l'impossibilité de changer soi-même ses habits, régler les sources de chauffage ou l'ouverture des fenêtres limite l'application d'un modèle adaptatif.
La présence d'un assistant pourrait amoindrir les problèmes d'interactions avec l’environnement si la communication entre l'individu atypique et l'assistant est possible. 
Les individus en situation de handicap moteur pourraient également bénéficier du développement de la domotique. Le contrôle à distance des dispositifs de chauffage et l'utilisation des systèmes d'interaction vocale permettraient aux individus en situation de handicap moteur d'avoir un contrôle adéquat sur leur environnement. 
Dans le cas des individus en situation de handicap mental, le développement d'un système de communication entre l'individu et le système de contrôle pourrait faciliter l'interaction. En effet, ces personnes peuvent ne pas pouvoir utiliser l'appareil via les moyens conventionnels de contrôle. Ce dernier doit donc être adapté afin de permettre une commande personnalisée en fonction des capacités de la personne.

## Perspective
Avec l'avancée technologique dans le domaine de la domotique, la recherche sur le confort thermique adaptatif peut utiliser un panel d'outils plus varié pour mener les études. L'automation des bâtiments par la domotique permet déjà de régler dynamiquement la température, et donc d'appliquer un modèle adaptatif.